# L'Abîme (roman)
Pour les articles homonymes, voir L'Abîme.
L'Abîme est le troisième roman de Patrick Grainville, publié aux éditions Gallimard en septembre 1974.

## Historique
Dernier volet d’une trilogie sur le thème de l’« autobiographie mythique », L'Abîme reprend le personnage de Laura, déjà présente dans La Toison et La Lisière. C’est aussi le dernier roman paru chez Gallimard qui refusera deux ans plus tard Les Flamboyants, prix Goncourt 1976, finalement édité aux éditions du Seuil.

## Résumé
L'Abîme évoque Grégoire,  un vieillard, dans une maison de retraite qui joue un rôle de mage et exerce son ascendant sur tous les autres. Il est flanqué de l’éternelle Laura des deux romans précédents, inchangée, offrant toujours la beauté de ses vingt ans. L’érotisme paradoxalement culmine dans un contexte assez désespéré. Le thème des oiseaux migrateurs cher à l’auteur ouvre le roman. Les grands vols pris dans une tempête de neige sont rabattus sur les voitures embouteillées de l’autoroute Paris-Deauville, dans un amalgame de plumages et de carrosseries.

## Réception critique
Patrick Grainville développe dans L’Abîme son goût de l’épopée  et de l’hallucination. À l’exception de quelques réserves sur ses excès verbaux, la critique salue l’ambition et la démesure, ainsi que les jeux de l’amour et de la mort.

## Éditions
- L'Abîme, éditions Gallimard, 1974  (ISBN 2070290573).